# Vít Jedlička
 (décembre 2020).
Si vous disposez d'ouvrages ou d'articles de référence ou si vous connaissez des sites web de qualité traitant du thème abordé ici, merci de compléter l'article en donnant les références utiles à sa vérifiabilité et en les liant à la section « Notes et références ».
Vít Jedlička, né le 6 septembre 1983 à Hradec Králové, en Tchécoslovaquie (aujourd'hui en Tchéquie), est un homme d'État, homme politique, cryptarque, journaliste et économiste tchéco-liberlandais, principalement et mondialement connu pour être le premier Président de la République autoproclamé du Liberland, qu'il présente comme un État souverain libertarien qu'il aurait fondé le 13 avril 2015.